# Twilight (canción)
"Twilight" es la segunda canción del disco de debut de U2, Boy (1980).
Esta canción aparecía originalmente en el sencillo "Another Day", pero fue recuperada y pulida para el álbum. Fue escrita supuestamente sobre el momento gris de la adolescencia cuando "en las sombras, el chico encuentra al hombre" ("in the shadows, boy meets man").
"Twilight" nunca encontró su lugar en los conciertos de la banda. Fue interpretada bastante a menudo en las giras: Boy Tour, October Tour y War Tour. La canción aparecía en los primeros conciertos en Australia y Nueva Zelanda hacia 1984, pero desde entonces no la han vuelto a tocar.

## En directo
- Tocada por primera vez en febrero de 1979 en los estudios Eamon Andrews, Dublín, Irlanda.
- Tocada por última vez el 24 de septiembre de 1984 en el Entertainment Centre, Perth, Australia.

Esta canción ha sido interpretada en directo al menos 195 veces.